# Liste der Botschafter der Vereinigten Staaten im Sudan
Die Liste der Botschafter der Vereinigten Staaten im Sudan bietet einen Überblick über die Leiter der US-amerikanischen diplomatischen Vertretung im Sudan seit der Aufnahme diplomatischer Beziehungen.

## Liste
| Botschafter                | Dienstantritt | Dienstende | Anmerkungen |
| -------------------------- | ------------- | ---------- | --- |
| Arthur E. Beach            | 1956          | 1956       | Chargé d’Affaires; er etablierte die Botschaft                                                                                          |
| Lowell C. Pinkerton – 1956 | 1956          | 1957       | |
| James S. Moose, Jr.        | 1958          | 1962       | |
| William M. Rountree        | 1962          | 1965       | |
| William H. Weathersby      | 1965          | 1967       | 1967 brach der Sudan die diplomatischen Beziehungen mit den USA ab, die Botschaft wurde geschlossen und wurde erst 1972 wieder eröffnet |
| Cleo A. Noel, Jr.          | 1972          | 1972       | am 2. März 1973 in Ausübung des Amtes durch einen Anschlag der palästinensischen Terrororganisation Schwarzer September ermordet        |
| William D. Brewer          | 1973          | 1977       | |
| Donald C. Bergus           | 1977          | 1980       | |
| C. William Kontos          | 1980          | 1983       | |
| Hume Alexander Horan       | 1983          | 1986       | |
| G. Norman Anderson         | 1986          | 1989       | |
| James Richard Cheek        | 1989          | 1992       | |
| Donald K. Petterson        | 1992          | 1995       | |
| Timothy Michael Carney     | 1995          | 1997       | die Botschaft wurde am 7. Februar 1996 geschlossen                                                                                      |
| Jeffrey Millington         | 2002          | 2003       | die Botschaft wurde am 23. May 2002 wiedereröffnet; Chargé d’Affaires                                                                   |
| Gerard M. Gallucci         | 2003          | 2004       | |
| David Kaeuper              | 2005          | 2005       | |
| John Limbert               | 2005          | 2005       | |
| Cameron R. Hume            | 2005          | 2007       | |
| Alberto M. Fernandez       | 2007          | 2009       | |
| Robert E. Whitehead        | 2009          | 2011       | |
| Mary Carlin Yates          | 2011          | 2012       | |
| Joseph D. Stafford III     | 2012          | 2014       | |
| Jerry P. Lanier            | 2014          | 2016       | Von November 2007 bis 2009 war Jerry P. Lanier Berater für das United States Africa Command in Stuttgart                                |
| Steven Koutsis             | 2016          | 2019       | |
| Brian W. Shukan            | 2019          | 2022       | |
| Lucy Tamlyn                | 2022          | 2022       | |
| John Godfrey               | 2022          |            | |